# Zonitoschema kimi
Zonitoschema kimi is een keversoort uit de familie van oliekevers (Meloidae). De wetenschappelijke naam van de soort is voor het eerst geldig gepubliceerd in 1936 door Kôno.